# Laboratorio de Bioimplantes (UNER)
El Laboratorio de Bioimplantes de la Facultad de Ingeniería de la UNER se encuentra situado en la ciudad de Oro Verde, provincia de Entre Ríos. En él, se desarrollan tareas de docencia e investigación continua, trabajando en forma conjunta con la Facultad de Ingeniería (UNER Argentina) y la Universidad Georg-August Göttingen (Alemania) y con la International Society of Odontoscopy (ISO).

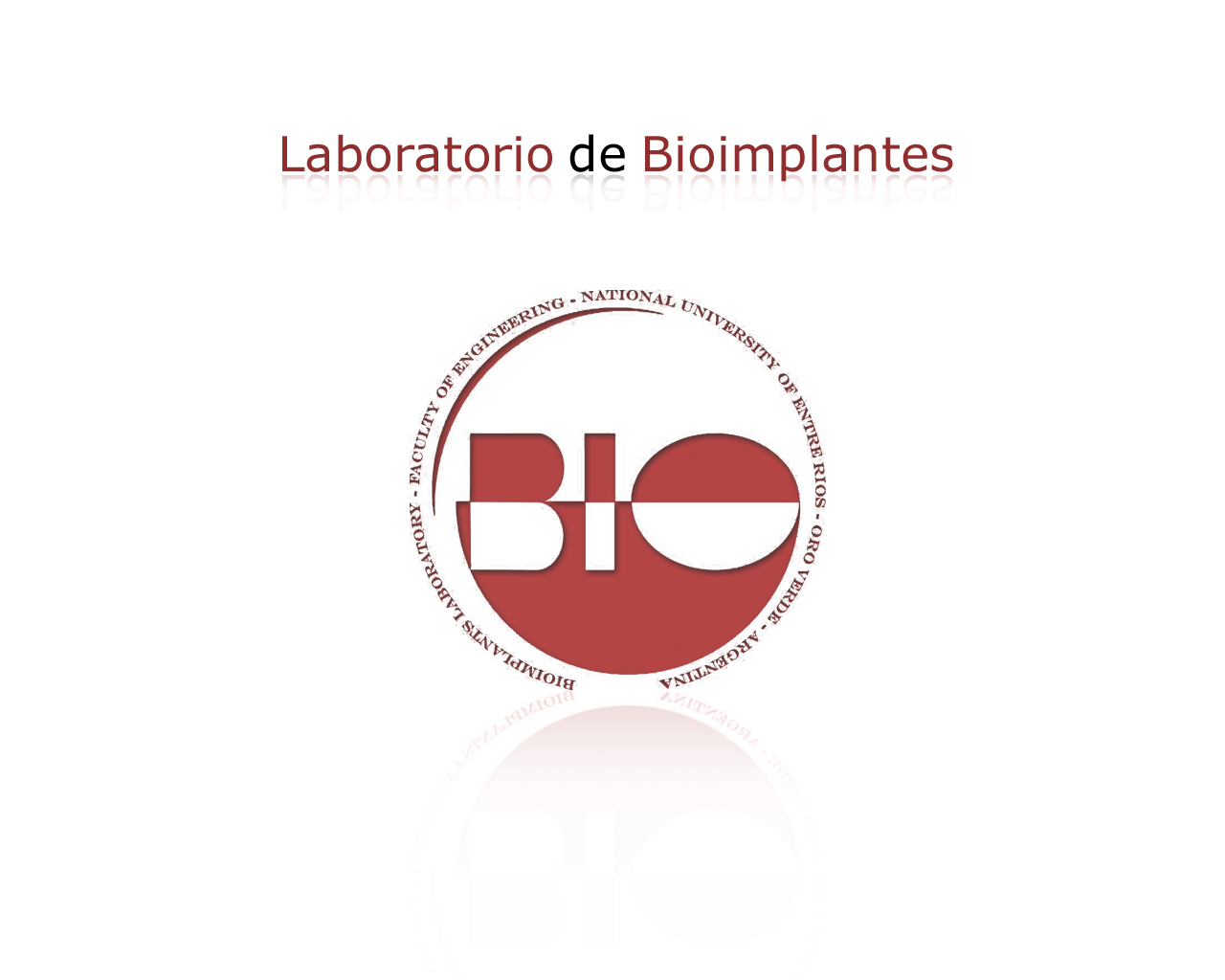

## Historia
En el año 1998, siendo decano de la Facultad de Ingeniería el Dr. Armando Pacher, son designados los Dres Placido Blanzasco y Oscar Decco como encargados de encabezar la comisión de investigaciones de la UNER. Con este propósito nació el proyecto PID “Desarrollo de Biomateriales para Implantes Odontoestomatológicos”, cuyo director fuera el Dr. Oscar Decco. Este proyecto comenzó con el desarrollo de prototipos de implantes de titanio.
En el año 1992 se integran al proyecto el Dr. Arnaldo Garrone (profesor de la universidad de Pittsburgh), la Dra. Blanca Lucía Ospina y los Dres Julio Colombini y Omar Giorgi. Se avanzó con el proyecto y se comenzaron a dictar conferencias en las Universidades de Loma Linda (EE. UU.), Nueva York, Bilbao, Villarreal (Perú). 
A partir del año 1996,  conjuntamente con los profesores Hans Jacob y Wilfried Engelke de la Universidad Georg August Göttingen, se comenzó un trabajo de investigación y educación continua con la universidad alemana que se mantiene hasta la fecha. 

## Áreas de incumbencia
El Laboratorio de Bioimplantes centra sus esfuerzos de investigación en las siguientes áreas:
- Aumento óseo: Es un término que se utiliza para describir una variedad de procedimientos que se utilizan para "construir" hueso, de manera que los implantes dentales puedan ser colocados. Estos procedimientos implican el injerto de materiales óseos (o similares) a la mandíbula,  esperando a que el material injertado pueda fusionarse con el hueso existente durante varios meses.[1]

- Regeneración ósea guiada: La regeneración ósea guiada implica el uso de diferentes materiales y métodos, que tienen como objetivo crear hueso sano y suficiente, en los procesos alveolares de los maxilares, para cubrir defectos óseos periodontales, o para tener procesos alveolares adecuados en dónde colocar prótesis dentales de manera convencional o con implantes dentales oseointegrados, los cuales son un gran avance en la odontología actual, pero requieren para su colocación, una cantidad suficiente de hueso alveolar de buena calidad que los cubra y soporte.[2]

- Tratamiento de superficies de implante: La creación y mantenimiento de la osteogénesis interfacial (oseointegración), depende no sólo del conocimiento de las capacidades de cicatrización, reparación y remodelado de los tejidos, sino además de la topografía de la superficie del implante y las interacciones hueso-implante. La ciencia e ingeniería de superficies y recubrimientos es un campo de investigación relativamente nuevo en el que la caracterización de superficies ha sido ampliamente utilizada para diseñar materiales con propiedades específicas según el propósito de uso.[3]

## Investigaciones
Entre las actividades de investigación llevadas a cabo en el laboratorio se encuentran:
- “Regeneración Ósea Guiada: Microfijación de membranas reabsorbibles en Tibia de Conejo (2004-2006)”: Se estudió la Regeneración ósea Guiada en tibia de conejo utilizando membranas de copolímero de PLA/PGA. Se realizaron osteotomías a nivel de metáfisis proximal tibial y algunas membranas fueron microfijadas. Las placas radiológicas tomadas a los treinta días mostraron signos de consolidación que se acentuaron con el transcurso de la experiencia. Pasados seis meses de la cirugía, se observó macroscópicamente tejido óseo compacto uniforme. En las muestras con membranas no microfijadas se observó una depresión de la superficie tibial. Se observó formación de hueso haversiano, tejido osteoide y estroma fibroso, y restos de membranas de PLA/PGA con tejido edematoso levemente inflamatorio en todas las muestras. Los resultados sugieren que la microfijación impide el colapso de estas membranas. Si bien a los seis meses se produjo una reparación ósea en todas las muestras, las membranas de PLA/PGA no se reabsorbieron completamente durante este período.[4]

- "Estudio comparativo del aumento óseo en tibis de conejo utilizando obturadores de Cr-Co microfijados, con sangre entera y PRP": El volumen insuficiente de hueso es un problema importante a la hora de planificar una cirugía implantológica. La búsqueda y desarrollo de métodos que permitan un aumento óseo suficiente para la colocación de implantes dentales es un parámetro relevante para lograr una rehabilitación exitosa. Para ello, no solo basta con evaluar los resultados clínicos obtenidos del aumento óseo, también se debe relacionarlos con el tiempo invertido en el alcance de los mismos. Por ello nuevas técnicas de aumento de tejidos se desarrollan día a día para acortar los tiempos requeridos en la recuperación de la función oral y lograr mantener los resultados en el tiempo. En este estudio se va a realizar y comparar un aumento óseo mediante la utilización de obturadores de Cr-Co microfijados en una muestra con sangre sola y con PRP como posible factor acelerador del crecimiento óseo. Tanto las membranas con sangre y con concentrado plaquetario serán colocados en la tibia de conejos y se evaluarán los resultados obtenidos mediante métodos macroscópicos, histológicos, densitométricos y mecánicos.[5]

## Pasantías
El Laboratorio de Bioimplantes ofrece a estudiantes avanzados de las carreras de odontología, ingeniería en materiales, bioingeniería o ingeniería biomédica y carreras relacionadas, la posibilidad de realizar pasantías en sus instalaciones.
En dicha pasantía se desarrollará un trabajo que esté involucrado dentro de las áreas de investigación del Laboratorio. Los aplicantes para pasantías también pueden presentar un trabajo propio como proyecto de pasantía a desarrollar.
Cabe destacar la posibilidad de la realización de tesis doctorales siguiendo las incumbencias de investigación del laboratorio.